# 遥りさ
遥 りさ（はるか りさ、8月3日 - ）は、日本の女優、モデル。埼玉県出身。

## 経歴・人物
2019年より活動を開始し、同年3月から翌年3月にかけてテレビ東京『一夜づけ』にレギュラー出演。7月に開催された舞台Others&Co.旗揚げ公演『プールサイドから、響く』で舞台初出演かつ初主演を務めた。
2020年8月に所属事務所をTRUSTARに移籍、それに伴い芸名を「遥葵 りさ」から「遥 りさ」に変更した。
2022年からはゼロイチファミリアに所属。

## 出演

### テレビ
- 一夜づけ（2019年3月 - 2020年3月、テレビ東京） - 7期生レギュラー：生徒 役
- 超かわいい映像連発!どうぶつピース!!（2020年10月15日、テレビ東京） - 再現VTR：ハンドラー 役

### テレビドラマ
- 女子グルメバーガー部 第4話（2020年8月1日、テレビ東京） - だりあの友人 役
- ルパンの娘2 第2話（2020年10月22日、フジテレビ）
- LIFE!〜人生に捧げるコント〜 夜の連続テレビ小説『うっちゃん』第2話（2021年2月11日、NHK総合）
- 絶対BLになる世界VS絶対BLになりたくない男 第2話
- ナンバMG5（2022年4月13日 - 、フジテレビ） - 染谷明日香 役

### 映画
- 初恋インターン（2024年3月8日） - 蓮見紗枝 役
- 誰も知らない恋心（2024年4月19日） - 蓮見紗枝 役

### CM
- 紳士服のはるやま（2020年）
- じゃらん（2020年3月）
- 花王「サクセス」（2021年）
- momentum アドフラウドおばけ（2021年）
- 横浜家系ラーメン『銀屋』WEBCM（2021年）
- 三井住友カード「家族ポイント」[2]（2022年）
- adobe 「好きコソモノノ上手ナレ 編」(2022年)

### 舞台
- Others&Co.旗揚げ公演「プールサイドから、響く」（2019年7月4日 - 7月9日、下北沢小劇場B1） - 主演・愛島美咲 役
- STRAY DOGプロデュース公演「悲しき天使」（2019年12月11日 - 15日、浅草九劇） - 恵利 役[3][4]
- 舞台「鬼滅の刃」
  - 其ノ弐 絆[5]（2021年8月7日 - 15日、天王洲 銀河劇場 / 8月20日 - 22日、梅田芸術劇場メインホール / 8月27日 - 31日、TACHIKAWA STAGE GARDEN） - 蜘蛛の鬼（姉）、高田なほ、産屋敷にちか、アンサンブル
  - 其ノ参 無限夢列車[1] （2022年9月10日- 9月11日、TOKYO DOME CITY HALL / 9月16日 - 9月25日、京都劇場 / 2022年10月15日 - 10月23日、TOKYO DOME CITY HALL）- 竈門花子、少年姿の鬼舞辻無惨、アンサンブル
- 舞台「終わりの行方」（2023年1月25日 - 1月30日、シアター・アルファ東京）
- アサルトリリィ・イルマ女子美術高校（2023年4月13日 - 4月19日、亀有リリオホール）- 吉井霞子役
- アサルトリリィ × 私立ルドビコ女学院 LilyProject 第1弾公演「シュベスターの祈り」（2023年5月18日 - 5月21日、シアターサンモール）- 松永・ブリジッタ・佳世役
- 舞台「イリス・ノワール-焔罪のミサ-」(2023年6月10日-18日、六行会ホール) - ミリス役
- 舞台「生きる」(2023年8月31日-9月3日、シアターアルファ東京) - 主演・加藤ノゾミ役
- 舞台「明日、君を食べるよ」(2023年 12月1日-12月3日、新宿村LIVE) - ヤマビコ役
- 舞台「アサルトリリィ・新章」サングリーズル編『種の最果ての地で』／大島近海ネスト調査隊編『の咲く時』(2023年 12月19日-12月25日、シアター1010) - 二川ニ水役
- 舞台「フォーティンブラス」[6](2024年3月1日-3月18日、紀伊國屋ホール／2024年3月23日-3月24日、 AiiA 2.5 Theater Kobe)- 石田恵子(侍女)役
- 舞台「NIKKE THE STAGE」（2024年6月6日 - 9日、こくみん共済 coop ホール/スペース・ゼロ） - シフティ 役[7]
- 舞台　ブラックジャックによろしく（2024年7月31日 - 8月12日、赤坂RED/THEATER） - 児玉典子役
- 前田慶次 かぶき旅 STAGE&LIVE〜肥後の虎・加藤清正編〜（2024年9月27日 - 10月6日、シアターH / 2024年10月31日 - 11月4日、サンケイホールブリーゼ）- 佐々木ユキ 役[8]
- 進戯団 夢命クラシックス×07th Expansion vol.11「うみねこのなく頃に〜Stage of the golden Witch〜Episode5」（2025年2月20日 - 24日、こくみん共済 coop ホール/スペース・ゼロ） - 古戸ヱリカ 役[9]

### 雑誌
- 週刊ヤングマガジン 25号（2020年5月18日発売）
- FLASHスペシャル グラビアBEST 2022年初秋号[10][11][12]（2022年8月29日発売、光文社）
- 週刊プレイボーイ(2023年5月22日発売、集英社)